# ALAS (missile)
Pour les articles homonymes, voir Alas (homonymie).
L'ALAS (en anglais : Advanced Light Attack System) est une famille de missiles de conception serbe développée par EdePro et financée par Yugoimport SDPR (en) dans les années 2010. Le missile est employé pour frapper des cibles au sol comme des chars, des navires, des postes de commandement, des zones industrielles, des hélicoptères volant à basse altitude, etc. Le missile peut être utilisé par des hélicoptères, des véhicules blindés, des navires ou l'infanterie, son principal atout étant la précision du tir. Grâce au guidage combiné TV/IC employé, son brouillage est théoriquement impossible.

## Versions
- ALAS C : Version spécialisée pour la défense côtière par la destruction de bâtiments de surface de petite et moyenne taille[2].
- ALAS XX : Version multi-rôle capable d'être tirée depuis des systèmes d'artillerie[3].